# Nigel Kennedy

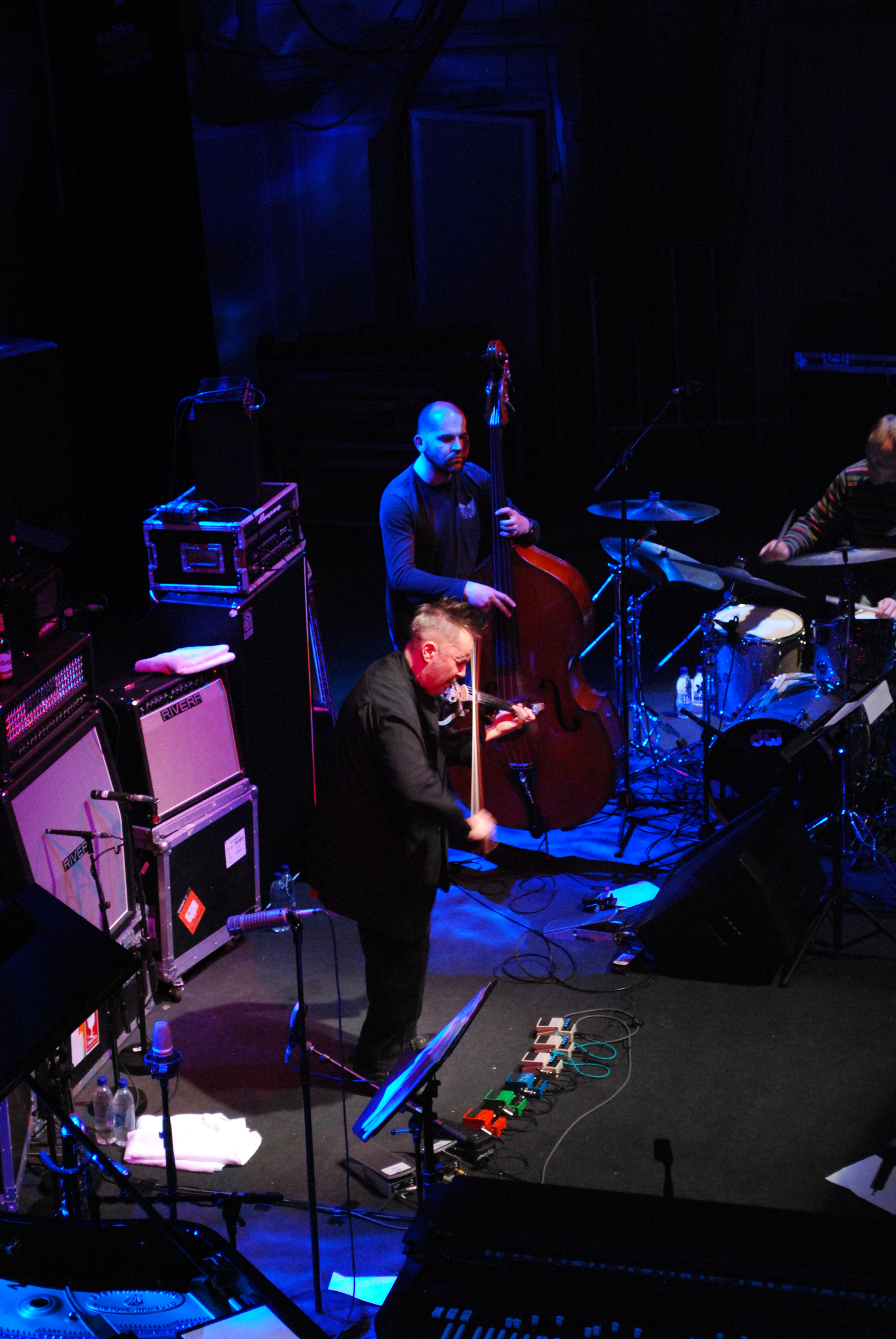
Nigel Kennedy, Cheltenham Jazz Festival 2009

Nigel Kennedy (* 28. Dezember 1956 in Brighton, England) ist ein britischer Violinist.

## Werdegang
Kennedy stammt aus einer Musikerfamilie. Sein Vater ist Cellist, seine Mutter Klavierlehrerin. Kennedy begann im Alter von sechs Jahren das Violinspiel. Nach einem Jahr bekam er das erste Stipendium an der renommierten Yehudi-Menuhin-Schule in London, an der er teilweise von Menuhin persönlich betreut wurde.
Mit 16 Jahren ging er an die Juilliard School; dort erhielt er seine klassische Ausbildung in der Klasse von Dorothy DeLay. Gleichzeitig wurde er von dem Jazzgeiger Stéphane Grappelli in die Jazz-Improvisation eingeführt. 1977 gab Kennedy sein Konzert-Debüt mit dem e-Moll-Violinkonzert von Mendelssohn in der Londoner Royal Festival Hall, begleitet vom Philharmonia Orchestra unter der Leitung von Riccardo Muti.
Ab 1980 trat Kennedy regelmäßig mit den Berliner Philharmonikern auf, bald darauf spielte er mit nahezu allen großen Orchestern und unter allen bedeutenden Dirigenten. Kennedy gab auch regelmäßig Konzerte mit kleineren Ensembles und verschiedenen Kammermusik-Partnern. So wurde 1998 sein Arrangement mit Werken von Jimi Hendrix uraufgeführt und für Sony eingespielt. Außerdem fand im Frühjahr 1998 eine Duo-Tournee und Einspielung mit Werken von Bach bis Kodály mit dem Cellisten Lynn Harrell statt.
Im Jahre 1999 gab er einen denkwürdigen Auftritt in Belgrad; als erster westlicher Künstler nach dem Kosovo-Krieg spielte er dort ein ausverkauftes Konzert mit Werken von Bach und Bartók.
2000 fand eine große Bach-Tournee durch Deutschland mit dem aus Mitgliedern der Berliner Philharmoniker bestehende Berliner Philharmonischen Bach Collegium statt. Die Einspielung hielt sich über ein Jahr in den deutschen Klassik Charts.
Seit einigen Jahren hat Nigel Kennedy seinen Wohnsitz abwechselnd in London, Malvern und Krakau. Seine polnische Ehefrau Agnieszka brachte ihn in Kontakt zu Krakauer Künstlern, und so entstand mit der Krakauer Klezmerband Kroke zunächst ein Konzertprogramm und 2003 auch ein Album. Im Jahre 2002 wurde er zum Künstlerischen Leiter des Polnischen Kammerorchesters ernannt, eine Position, die einst sein Lehrer und Mentor Yehudi Menuhin innehatte. Mit Menuhin teilt er die Kritik an der Politik des Staates Israel. Seit 2007 weigert er sich, in Israel aufzutreten. Während eines Konzerts der BBC mit einem palästinensischen Jugendorchester im Jahr 2013 forderte er, dass palästinensische Musiker von den Folgen der „Apartheid“ befreit werden müssten.
Nigel Kennedy veröffentlichte 2007 eine CD mit zum Teil vergessenen polnischen Violinkonzerten der Spätromantik, etwa von Emil Młynarski (1870–1935) und Mieczysław Karłowicz (1876–1909).
Ende 2016 erschien My World, Kennedys erstes Projekt mit eigenen Kompositionen, das durch vielfältige zeitgenössische und experimentelle Musik-Konzepte gekennzeichnet ist.

## Musikstil
„Wer will, kann mich einen klassischen Geiger nennen; ich selbst verstehe mich als einen Musiker, der einfach Musik spielt – und nicht nur eine Art von Musik.“

Nigel Kennedy gilt als das Enfant terrible der klassischen Musikszene. Zu seinem Repertoire gehören neben Beethoven, Vivaldi und Johann Sebastian Bach auch Peter Gabriel, Jimi Hendrix und The Doors.
Er wurde nicht nur durch sein außergewöhnliches Talent, sondern auch durch sein Auftreten bekannt. Mit provozierender Punkfrisur schuf er sich ein Image, das in den Konzertsälen für Skandale sorgte, seiner Popularität allerdings auch außerhalb des typischen Konzertpublikums förderlich war. So wurde er der Popstar der Klassik der 1980er Jahre.
Nachdem er sein Können bei klassischen Werken unter Beweis gestellt hatte, zog es ihn zu neuen Ufern. Zunächst baute er Jazzstücke als Zugaben in seine Konzerte ein. Nach Konzerten in den Metropolen der Welt war er immer wieder Gast in den bekanntesten Jazzclubs zu nächtlichen Jamsessions.
1997 entstand dann die Band The Kennedy Experience und er widmete sich der Musik von Jimi Hendrix. 1999 erschien eine Crossover-CD.
Kennedy versteht sich selbst als Grenzgänger zwischen verschiedenen Musikstilen. Mit der Tournee „Classic Meets Jazz“ verband er 2003 die klassische Musik Johann Sebastian Bachs mit den Jazz-Werken von Miles Davis.
In seinem 2016 erschienenen Album My World widmet er einige seiner Stücke Mentoren und Inspirationsquellen wie Yehudi Menuhin, Isaac Stern, Mark O' Connor oder Jarek Smietana. Bei der Besetzung kombiniert er klassische Elemente (Streichorchester) mit anderen, rockigen Einflüssen und Instrumenten (Rockband).

## Besondere Erfolge
Die im Jahre 1989 veröffentlichte Einspielung von Vivaldis Vier Jahreszeiten galt nach über einem Jahr auf Platz eins der britischen Klassikcharts und mehr als drei Millionen verkauften Exemplaren als das meistverkaufte Klassikalbum der Geschichte und bekam einen Eintrag im Guinness-Buch der Rekorde.
Auch das Album Kennedy plays Bach von 2000 war ein großer Erfolg. Über ein Jahr war es in den deutschen Klassikcharts zu finden, das Abschlusskonzert der folgenden Tournee wurde live im Internet übertragen.
Nigel Kennedy war der erste Klassik-Künstler, der 2002 zu seinem 25-jährigen Konzertjubiläum ein Greatest Hits-Album veröffentlichte. Alle Konzerte dieser Tournee waren ausverkauft.

## Auszeichnungen
- 1990: Rose von Montreux – Produzentenpreis
- 1991: Bambi
- 1993: ECHO Pop: Klassik (international)
- 2000: ECHO Klassik: Instrumentalist des Jahres für sein Album Classic Kennedy
- 2001: Classical BRIT Award – Male Artist of the Year
- 2001: ECHO Klassik: Instrumentalist des Jahres
- 2002: ECHO Klassik: Sonderpreis Ambassador of Music
- 2003: Baloise Session Award – Lifetime Achievement Award
- 2008: ECHO Klassik: Instrumentalist des Jahres für sein Album Polish Spirit
- 2022: Europäischer Kulturpreis

## Diskografie
Alben

| Jahr | Titel | Höchstplatzierung, Gesamtwochen, AuszeichnungChartplatzierungen (Jahr, Titel, Platzierungen, Wochen, Auszeichnungen, Anmerkungen) | Höchstplatzierung, Gesamtwochen, AuszeichnungChartplatzierungen (Jahr, Titel, Platzierungen, Wochen, Auszeichnungen, Anmerkungen) | Höchstplatzierung, Gesamtwochen, AuszeichnungChartplatzierungen (Jahr, Titel, Platzierungen, Wochen, Auszeichnungen, Anmerkungen) | Höchstplatzierung, Gesamtwochen, AuszeichnungChartplatzierungen (Jahr, Titel, Platzierungen, Wochen, Auszeichnungen, Anmerkungen) | Anmerkungen |
| Jahr | Titel | DE | AT | CH | UK | Anmerkungen |
| ---- | --- | --- | --- | --- | --- | --- |
| 1984 | Elgar – Violin Concerto in B minor, Op. 61 | — | — | — | UK97 (1 Wo.)UK | mit London Philharmonic Orchestra Dirigent: Okko Kamu                                                                        |
| 1988 | Bruch: Violin Concerto No.1 in G minor. Op. 26 / Schubert: Rondo in A for violin and strings / Mendelssohn: Violin Concerto in E minor, Op. 64 | — | — | — | UK28 (15 Wo.)UK | mit dem English Chamber Orchestra                                                                                            |
| 1988 | Sibelius: Violin Concerto, Symphony Nr.5 | — | — | — | UK— GoldUK | mit City of Birmingham Symphony Orchestra Dirigent: Sir Simon Rattle                                                         |
| 1989 | Vivaldi: The Four Seasons | DE— GoldDE | — | CH75 (1 Wo.)CH | UK3 ×2Doppelplatin · (80 Wo.)UK                                                                                                   | mit dem English Chamber Orchestra in der Schweiz erst 2022 in den Charts                                                     |
| 1991 | Brahms: Violin Concerto in D op. 77 | — | — | — | UK16 Gold · (12 Wo.)UK | mit dem London Philharmonic Orchestra Dirigent: Klaus Tennstedt                                                              |
| 1992 | Just Listen: Sibelius: Violin Concerto / Tschaikowski: Violin Concerto                                                                         | — | — | — | UK56 (1 Wo.)UK | mit City of Birmingham Symphony Orchestra Dirigent: Sir Simon Rattle / mit London Philharmonic Orchestra Dirigent: Okko Kamu |
| 1992 | Beethoven: Violin Concerto / J.S. Bach: Preludio from Partita No. 3, Allegro Assai from Sonata No. 3                                           | DE63 (9 Wo.)DE | — | — | UK40 (6 Wo.)UK | mit dem Sinfonieorchester des NDR Dirigent: Klaus Tennstedt                                                                  |
| 1996 | Kafka | DE53 (10 Wo.)DE | AT48 (2 Wo.)AT | — | UK67 (2 Wo.)UK | |
| 1999 | Classic Kennedy | DE85 (4 Wo.)DE | — | — | UK— GoldUK | mit dem English Chamber Orchestra                                                                                            |
| 2000 | Kennedy Plays Bach | DE95 (2 Wo.)DE | — | — | — | mit den Berliner Philharmonikern                                                                                             |
| 2002 | Greatest Hits | — | — | — | UK71 (2 Wo.)UK | |
| 2003 | East Meets East | DE84 (6 Wo.)DE | — | — | — | mit Kroke Band |
| 2003 | Vivaldi | DE72 (5 Wo.)DE | — | — | — | mit den Berliner Philharmonikern                                                                                             |
| 2008 | Beethoven: Violin Concerto, Op. 4 / Mozart: Violin Concerto Nr. 4, KV 218 / Horace Silver: Creepin’ In                                         | — | — | — | UK99 (1 Wo.)UK | mit dem Polish Chamber Orchestra                                                                                             |

Weitere Alben
- 1984: Nigel Kennedy Plays Jazz (Peter Pettinger)
- 1984: Salut d’Amour & other Elgar Favourites (Peter Pettinger/Steven Isserlis)
- 1986: Tschaikowski: Violin Concerto in D major Op. 35 / Chausson: Poème for Violin and Orchestra (Okko Kamu – London Philharmonic Orchestra)
- 1986: Bartók: Sonata for Solo Violin / Duke Ellington: Mainly Black (mit Alec Dankworth)
- 1987: Walton: Viola Concerto / Violin Concerto (André Previn – Royal Philharmonic Orchestra)
- 1987: Let Loose (Nick Robbins/Dave Heath/Dominic Miller)
- 1993: Tschaikowski – Violin Concerto in D major, Op. 35 (Okko Kamu – London Philharmonic Orchestra), Variations On A Rococo Theme, Op.33 (Yan Pascal Tortelier – Northern Symphony Orchestra)
- 1993: Music in Colors (mit Stephen Duffy)
- 1997: Elgar: Violin Concerto in B minor op. 61 / Williams: The Lark Ascending (Sir Simon Rattle – City of Birmingham Symphony Orchestra)
- 1998: Kreisler
- 1999: The Kennedy Experience – Inspired by the music of Jimi Hendrix
- 2000: Duos For Violin & Cello (Lynn Harrell)
- 2000: Riders On The Storm – The Doors Concerto (Prague Symphony Orchestra)
- 2004: Vivaldi II (Berliner Philharmoniker)
- 2004: Great Artist of the Century: Walton: Violin/Viola-Konzerte (André Previn – Royal Philharmonic Orchestra)
- 2005: Inner thoughts
- 2006: Kennedy Plays Bach (Irish Chamber Orchestra) (DVD)
- 2006: Great Recordings of the Century: Elgar: Violinkonzert h-moll, Introduction und Allegro (Vernon Handley – London Philharmonic Orchestra)
- 2006: Blue Note Sessions
- 2006: Nigel Kennedy (Vivaldi:live À La Citadelle) (DVD)
- 2006: DIE ZEIT: Klassik-Edition: Vol.9
- 2007: Platinum Collection
- 2007: Polish Spirit (DVD/CD)
- 2008: A Very Nice Album (Nigel Kennedy Quintet)
- 2009: Four Seasons 20th Anniversary
- 2010: Shhh!
- 2010: The Very Best Of Nigel Kennedy
- 2011: The Four Elements
- 2012: Nigel Kennedy-Five-in-One
- 2013: Recital
- 2015: Vivaldi: The New Four Seasons
- 2016: My World
- 2018: Kennedy meets Gershwin
- 2021: Uncensored

## Auszeichnungen für Musikverkäufe
| Goldene Schallplatte - Australien - 1991: für das Album Vivaldi: The Four Seasons - Frankreich - 2005: für das Album Vivaldi: The Four Seasons - 2007: für das Videoalbum Nigel Kennedy (Vivaldi:live À La Citadelle) - Kanada - 1993: für das Album Vivaldi: The Four Seasons - Neuseeland - 2003: für das Album Vivaldi - Polen - 2003: für das Album East Meets East - 2018: für das Album Vivaldi: The New Four Seasons | Platin-Schallplatte - Niederlande - 1990: für das Album Vivaldi: The Four Seasons - Polen - 2001: für das Album Vivaldi: The Four Seasons 4× Platin-Schallplatte - Neuseeland - 1996: für das Album Vivaldi: The Four Seasons |

Anmerkung: Auszeichnungen in Ländern aus den Charttabellen bzw. Chartboxen sind in ebendiesen zu finden.
| Land/RegionAuszeichnungen für Musikverkäufe (Land/Region, Auszeichnungen, Verkäufe, Quellen) | Gold       | Platin     | Verkäufe | Quellen                   |
| -------------------------------------------------------------------------------------------- | ---------- | ---------- | -------- | ------------------------- |
| Australien (ARIA)                                                                            | Gold1      | —          | 35.000   | aria.com.au               |
| Deutschland (BVMI)                                                                           | Gold1      | —          | 250.000  | musikindustrie.de         |
| Frankreich (SNEP)                                                                            | 2× Gold2   | —          | 110.000  | snepmusique.com           |
| Kanada (MC)                                                                                  | Gold1      | —          | 50.000   | musiccanada.com           |
| Neuseeland (RMNZ)                                                                            | Gold1      | 4× Platin4 | 67.500   | aotearoamusiccharts.co.nz |
| Niederlande (NVPI)                                                                           | —          | Platin1    | 30.000   | nvpi.nl                   |
| Polen (ZPAV)                                                                                 | 2× Gold2   | Platin1    | 20.000   | olis.pl                   |
| Vereinigtes Königreich (BPI)                                                                 | 3× Gold3   | 2× Platin2 | 900.000  | bpi.co.uk                 |
| Insgesamt                                                                                    | 11× Gold11 | 8× Platin8 |          |                           |

## Instrumente
- Violine von Guarneri del Gesù, hergestellt 1735
- Violine von Scott Cao